# هزبانیان
هزبانیان دودمانی کُردتبار بودند که پس از اسلام و در حدود سده ۱۰ (میلادی) بر مناطقی از کردستان حکومت می‌کردند. مرکز حکومت آنان شهر اربلا بوده که احتمالاً محل همان شهر امروزی اربیل در کردستان عراق است. پیش از اسلام دولت آشوری‌تبار آدیابن در شمال عراق امروزی تا بخش‌هایی از شمال غربی ایران حکومت می‌کردند و مرکز حکومت آنان شهر اربلا (احتمالاً اربیل امروزی) بود. گرچه قلمرو حکومت آنان در دوره‌های مختلف تغییر می‌کرد، اما به‌طور کلی می‌توان گفت از ارومیه تا اربیل را در بر می‌گرفت. پس از اسلام این منطقه به تصرف اعراب مسلمان درآمد و مدتی بعد در همین منطقه حکومت هزبانیان شکل گرفت. سرانجام هزبانیان پس از نزدیک به دو قرن حکومت، توسط آلپ ارسلان سلجوقی در سال ۱۰۷۱ میلادی از بین رفتند.
بابا مردوخ روحانی در کتاب خود دربارهٔ خاندان هذبانی یا هزبانی می‌نویسد:
خاندان هذبانی از خاندانهای بزرگ و قدیمی کرد است؛ که مرکز نشیمن افراد آن اطراف «آران» و «دوین» بوده است. تیره‌های زیادی از این عشیره در طول تاریخ منشعب شده‌اند، از جمله: روادیان هذبانی که در آخر به روادیان شدادی معروف شدند، و ایوبیان هذبانی که سلاطین مصر از میان آنان برخاستند. گروهی دیگر به همان نام هذبانی شهرت دارند که بیشتر در موصل و نینوا و اربل (اربیل) و گاهی در نقاطی از آذربایجان حکومت کرده‌اند.

### برخی از اُمرای هذبانی
- امیر محمدبن هلال هذبانی
- جعفربن شکویه هذبانی
- ابوالهیجا وهسودان هذبانی: ملقب به «ریب الدوله» و خواهر زاده وهسودان روادی که ارومیه و نواحی اطراف آن را تحت تصرف داشت.[۴]
- ابوالحسن هذبانی
- ابوعلی هدبانی
- قطب الدین خسرو هذبانی: پدرش بلیل نام داشته و از مشاهیر قبیله هذبانی بوده است. او در قاهره مسجد و مدرسه ایی ساخت که به قطبیه معروف است.
- امیرجمال الدین یوسف هذبانی